# Актюер
Актюерът е специалист, който отговаря за създаването и развитието на финансови и застрахователни продукти, схеми за здравно и пенсионно осигуряване.
Отговорностите на актюера са свързани с прецизно определяне на цените за съответните продукти, а също и оценка на необходимия капиталов резерв, който следва да обслужва евентуални бъдещи задължения. Понякога актюерът съставя оценка на активите, които служат за обезпечения на капиталовия резерв и отговаря за избора на инвестиционна стратегия.
Актюерите извършват консултантска дейност и изготвят прогнози с помощта на математико-статистически методи. Могат да бъдат наемани за външна консултация или да бъдат щатни за компанията.